# Litoměřice
Litoměřice (tysk: Leitmeritz) er en by i det nordvestlige Tjekkiet med et indbyggertal på 22.983 (2024). Byen ligger i regionen Ústí nad Labem, ca. 50 km nord for hovedstaden Prag.